# Prinsessan Kuniko
Prinsessan Kuniko, född 1209, död 1283, var en japansk prinsessa, kejsarinna 1221-1224. Hon var kejsarinna i egenskap av hedersmor till sin bror kejsar Go-Horikawa. Hon blev nunna 1235.